# Chiesa di San Rocco (Volano)
La chiesa di San Rocco è una chiesa sussidiaria a Volano, in Trentino. Rientra nella parrocchia della Purificazione di Maria, appartiene zona pastorale della Vallagarina dell'arcidiocesi di Trento e risale al XIV secolo.

## Storia

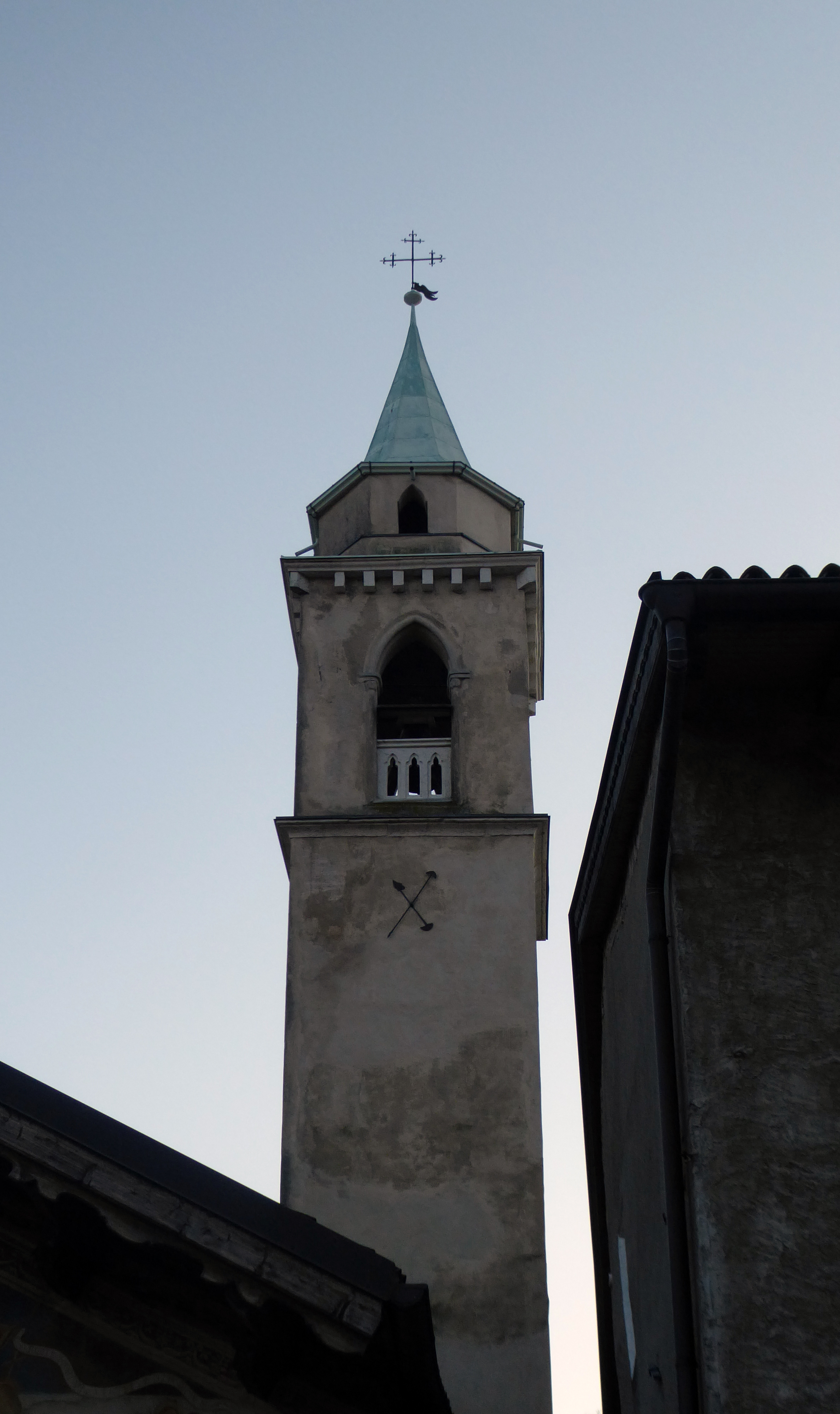
Campanile

Nella località di Volano, poco a nord di Rovereto, attorno al 1394 esisteva un'edicola intitolata a San Pantaleone accanto all'ospedale che era attivo in quel periodo, sulla stessa area dove in seguito venne eretta la chiesa di San Rocco. Si pensa che tale nuova chiesa sia stata costruita tra il 1485 ed il 1502, e che sin dai primi anni sia stata affrescata ed abbia acquisito da subito una dimensione definitiva.
Nel 1502 venne solennemente consacrata ai santi Rocco e Pantaleone poi venne nuovamente rifinita nella parte affrescata. Poco più di un secolo più tardi si costruì la sagrestia dove in precedenza era situato un cimitero e venne aperto un portale secondario sulla parete a nord. Poi vi furono adeguamenti strutturali con l'apertura di una nuova finestra e la conseguente distruzione di alcune superfici affrescate, e la torre campanaria venne sopraelevata.
A cavallo tra i secoli XVIII e XIX venne costruito l'altare maggiore, il campanile venne ristrutturato e anche la facciata venne arricchita di due nuove finestre a forma di ogiva, poste ai lati del portale principale. A partire dal 1971 e sino al 2012 si sono succeduti molti altri interventi di restauro conservativo che hanno riguardato le ricoperture ad intonaco sia interne sia esterne, lavori all'abside e alla facciata, restauro della sagrestia, sostituzione dell'impianto di illuminazione e restauro della torre campanaria. Un grave furto ha colpito la chiesa nel 1974, quando vennero rubate tre tavole, due pale d'altare ed una pala votiva.

## Descrizione

### Esterni
La facciata a capanna con due spioventi è caratterizzato dal portale architravato sovrastato in asse dalla nicchia affrescata e dall'oculo strombato. Di fianco al portale si aprono due finestre alte e strette ad ogiva. La parte superiore della facciata è riccamente affrescata con la raffigurazione del Giudizio Universale ed è protetta dal tetto sporgente. La torre campanaria si alza in corrispondenza della sagrestia in posizione arretrata sulla destra e la sua cella si apre con quattro finestre a monofora.

### Interni
La navata interna è unica. Attraverso l'arco santo si accede al presbiterio con pianta quadrata e leggermente elevato. Tutte le pareti dell'aula e del presbiterio sono arricchire di decorazione ad affresco che raffigurano scene della vita della Vergine e di Cristo bambino, i santi Antonio abate e Sebastiano e la Passione di Cristo. Gli episodi della vita di San Rocco sono raffigurati nella parte presbiteriale.